# Sant Joan de Mollet
Sant Joan de Mollet – gmina w Hiszpanii, w prowincji Girona, w Katalonii, o powierzchni 3,25 km². W 2011 roku gmina liczyła 522 mieszkańców.